# Han Shan
Han Shan (xinès: 寒山)  (Julu Commandery, segle VIII - 760 ↔ 800), pinyin: Hánshān, és una figura budista i taoista xinesa associada a una col·lecció de poemes de la dinastia Tang en la tradició taoista i Chan. Ningú sap qui era, quan va viure ni quan va morir exactament, ni si va existir realment ja que l'unic que ha sobreviscut d'ell és un recull de poemes recopilats per monjos d'un monastir proper. En la tradició budista xinesa, Han Shan i el seu company Shide són honrats com a emanacions dels bodhisattvas Mañjuśrī i Samantabhadra, respectivament. A les pintures japoneses i xineses, Han Shan es representa sovint juntament amb Shide i amb Fenggan, un altre monjo amb atributs llegendaris.
Dels 600 poemes que es creu que va escriure en algun moment abans de la seva mort, 313 van ser recollits i han sobreviscut.